# DJ & the Fro
DJ & the Fro è una serie televisiva animata statunitense del 2009, creata da Dave Jeser e Matt Silverstein.
La serie si concentra sui due colleghi DJ e The Fro, che lavorano presso la società fittizia Oppercon Industries. La maggior parte del tempo i due, al posto di fare il loro lavoro, cercano e commentano dei video divertenti che trovano su Internet (similmente a Beavis and Butt-Head e Station Zero con i video musicali).

## Personaggi e doppiatori
- DJ, doppiato da Matt Silverstein.
- The Fro, doppiato da Nat Faxon.
- Doreen, doppiata da Cree Summer.
- Gigi, doppiata da Cree Summer.
- Ken, doppiato da James Arnold Taylor.
- Mr. Balding, doppiato da James Arnold Taylor.

## Episodi
| nº | Titolo originale  | Prima TV USA   |
| -- | ----------------- | -------------- |
| 1  | Pilot             | 15 giugno 2009 |
| 2  | I Love You        | 16 giugno 2009 |
| 3  | Horowitz          | 17 giugno 2009 |
| 4  | Alpaca            | 18 giugno 2009 |
| 5  | Pedophile         | 22 giugno 2009 |
| 6  | Breast Milk       | 23 giugno 2009 |
| 7  | Emergency Contact | 24 giugno 2009 |
| 8  | Birds             | 25 giugno 2009 |
| 9  | Fred              | 29 giugno 2009 |
| 10 | La Pequena        | 30 giugno 2009 |
| 11 | Gambling          | 1º luglio 2009 |
| 12 | Sub Boss          | 2 luglio 2009  |

## Produzione
L'idea della serie è nata dopo un incontro che i creatori Dave Jeser e Matt Silverstein hanno avuto negli studi di FX, nei quali un dirigente ha chiesto loro se c'era un modo per produrre una commedia animata a "buon mercato". Nonostante l'animazione fosse di per sé costosa, hanno valutato un modo per prelevare delle clip da Internet (soprattutto su Youtube) e farle commentare da personaggi animati. Successivamente, FX ha deciso di accantonare l'idea e Jeser e Silverstein hanno presentato la serie negli studi di MTV. I personaggi erano originariamenti concepiti come due tristi anziani-droni che lavorano in un cubicolo.